# Joshua Kane Collingwood
Joshua Kane Collingwood (Wagga Wagga, Nova Gal·les del Sud, 17 de juliol del 1977) va ser un ciclista professional australià. En el seu palmarès destaca el campionat del món júnior en contrarellotge de 1995.

## Palmarès en ruta
- 1995
  -  Campió del món júnior en contrarellotge